# Selección femenina de fútbol sub-17 de Corea del Sur
La selección femenina de fútbol sub-17 de Corea del Sur es el equipo representativo de dicho país en las competiciones oficiales. Su organización está a cargo de la Asociación de Fútbol de Corea del Sur, miembro de la AFC y la FIFA.

## Estadísticas

### Copa Mundial Femenina de Fútbol Sub-17
| Año   | Fase             | Posición        | PJ              | PG              | PE              | PP              | GF              | GC              |
| ----- | ---------------- | --------------- | --------------- | --------------- | --------------- | --------------- | --------------- | --------------- |
| 2008  | Cuartos de final | 6.º             | 4               | 2               | 0               | 2               | 8               | 7               |
| 2010  | Campeón          | 1.º             | 6               | 4               | 1               | 1               | 18              | 14              |
| 2012  | No se clasificó  | No se clasificó | No se clasificó | No se clasificó | No se clasificó | No se clasificó | No se clasificó | No se clasificó |
| 2014  | No se clasificó  | No se clasificó | No se clasificó | No se clasificó | No se clasificó | No se clasificó | No se clasificó | No se clasificó |
| 2016  | No se clasificó  | No se clasificó | No se clasificó | No se clasificó | No se clasificó | No se clasificó | No se clasificó | No se clasificó |
| 2018  | Fase de grupos   | 15.º            | 3               | 0               | 1               | 2               | 1               | 7               |
| 2022  | No se clasificó  | No se clasificó | No se clasificó | No se clasificó | No se clasificó | No se clasificó | No se clasificó | No se clasificó |
| 2024  | Fase de grupos   | 14.º            | 3               | 0               | 1               | 2               | 1               | 11              |
| 2025  | Clasificada      | Clasificada     | Clasificada     | Clasificada     | Clasificada     | Clasificada     | Clasificada     | Clasificada     |
| Total | 5/9              | —               | 16              | 6               | 3               | 7               | 28              | 39              |

### Campeonato Femenino Sub-16 de la AFC
| Año / de anfitriones | Resultado      | PJ | PG | PE | PP | GS  | GA |
| -------------------- | -------------- | -- | -- | -- | -- | --- | -- |
| 2005                 | Cuarto lugar   | 5  | 3  | 0  | 2  | 26  | 8  |
| 2007                 | Tercer lugar   | 4  | 1  | 1  | 2  | 6   | 9  |
| 2009                 | Campeón        | 5  | 4  | 1  | 0  | 23  | 2  |
| 2011                 | Cuarto lugar   | 5  | 2  | 1  | 2  | 7   | 7  |
| 2013                 | Fase de grupos | 2  | 0  | 2  | 0  | 2   | 2  |
| 2015                 | Fase de grupos | 3  | 1  | 1  | 1  | 8   | 4  |
| 2017                 | Subcampeón     | 5  | 2  | 2  | 1  | 13  | 5  |
| 2019                 | Fase de grupos | 3  | 1  | 0  | 2  | 3   | 5  |
| 2024                 | Tercer lugar   | 5  | 2  | 1  | 2  | 15  | 12 |
| Total                | 9/9            | 37 | 16 | 9  | 12 | 103 | 54 |